# کریم فلاحی
کریم فلاحی (عربی: كريم فلاحي؛ زادهٔ ۳۱ اکتبر ۱۹۷۴) بازیکن فوتبال اهل فرانسه بود.
از باشگاه‌هایی که در آن بازی کرده‌است می‌توان به باشگاه فوتبال سن-اتین اشاره کرد.